# Expedição 45
Expedição 45 foi uma expedição de longa duração na Estação Espacial Internacional. Composta por seis astronautas, três russos, dois norte-americanos e um japonês, ela iniciou-se em 11 de setembro de 2015 com a acoplagem da nave Soyuz TMA-18M e durou três meses, encerrando-se em 11 de dezembro do mesmo ano.
O astronauta da NASA Scott Kelly e o cosmonauta russo Mikhail Kornienko integraram a  tripulação como parte da Year-Long Mission, uma missão de um ano a bordo da ISS, que será cumprida apenas pelos dois, englobando a participação em várias expedições regulares – eles iniciaram a estadia com a Expedição 43 – como um teste para avaliação de humanos no espaço por um período mais prolongado, visando a futuras missões espaciais à Lua e Marte.
Esta foi a primeira vez que nove astronautas estiveram a bordo da estação simultaneamente desde novembro de 2013. 

## Tripulação
| Posição             | Tripulante        |
| ------------------- | ----------------- |
| Comandante          | Scott Kelly       |
| Engenheiro de voo 1 | Mikhail Kornienko |
| Engenheiro de voo 2 | Oleg Kononenko    |
| Engenheiro de voo 3 | Kimiya Yui        |
| Engenheiro de voo 4 | Kjell Lindgren    |
| Engenheiro de voo 5 | Sergei Volkov     |

## Insígnia
A insígnia da Expedição foi criada pela própria tripulação antes do voo. Em forma de diamante, ela traz um livro aberto na parte inferior e os nomes dos tripulantes em torno da borda superior. No centro, uma estrela brilhante orbitando a Terra representa a Estação Espacial, que se alonga para a Lua e Marte.

## Cartaz

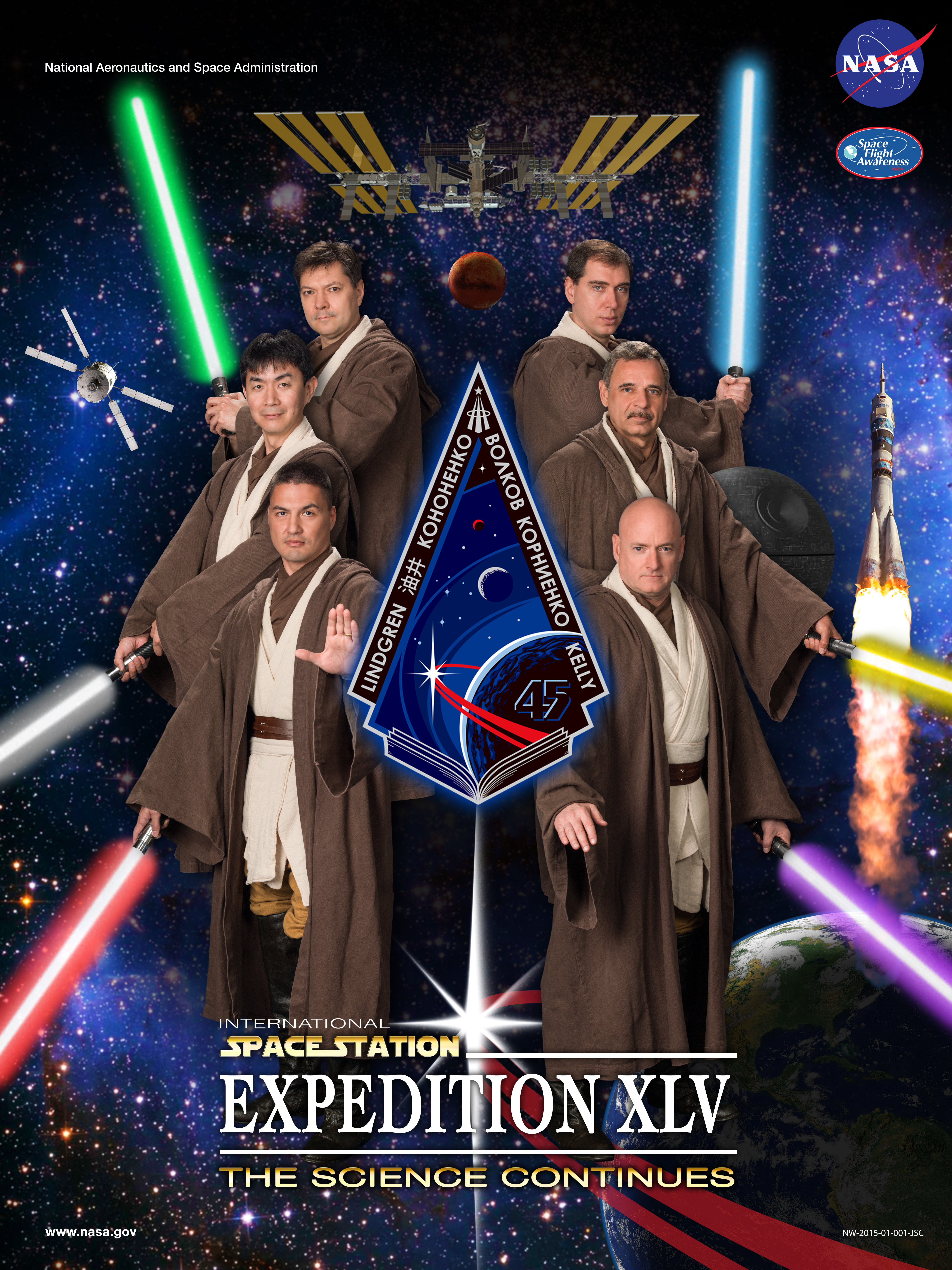
Na imagem acima, os membros da Expedição 45 recriam o poster da franquia de filmes Guerra nas Estrelas

A NASA criou um cartaz especial para esta missão, com os integrantes da Expedição 45 representando a franquia de filmes de George Lucas, Guerra nas Estrelas. Ele traz os seis membros da Expedição 45 usando os típicos trajes Jedi.
Com o tema “International Space Station Expedition XLV: The Science Continues,” o poster inclui o emblema oficial da missão tendo a seu lado um foguete Soyuz-FG e um veículo de carga Europeu ATV com seus painéis solares em forma de ‘X’. Por cima da tripulação surge a estação espacial internacional e o planeta Marte. Curiosamente, o emblema da missão tem a forma de um Cruzador Imperial.
Na imagem aparecem os dois membros da missão que permanecerão um ano a bordo da ISS (Mikhail Kornienko – Rússia e Scott Kelly – EUA), juntamente com os cosmonautas russos Sergei Volkov e Oleg Kononenko, o astronauta norte-americano Kjell Lindgren e o japonês Kimiya Yui.

## Missão
A Expedição foi iniciada oficialmente em 11 de setembro de 2015 com a desacoplagem da Soyuz TMA-16M. Entre o dia 2 e o dia 11, a ISS teve por uma tripulação de nove homens com a chegada da Soyuz TMA-18M em 2 de setembro trazendo seu último integrante, o cosmonauta russo Sergei Volkov, que veio acompanhado do dinamarquês Andreas Mogensen e do casaque Aidyn Aimbetov, primeiros astronautas de seus países. Os dois últimos permaneceram apenas dez dias a bordo e retornaram à Terra em 11 de setembro na TMA-16M sob o comando de Gennady Padalka , último integrante exclusivamente da anterior Expedição 44 ainda a bordo da ISS, com Volkov assumindo seu lugar.
Em 1 de outubro a nave não-tripulada Progress M-29M acoplou na ISS levando três toneladas de mantimentos, equipamentos e combustíveis para os astronautas, acoplando no módulo Zvezda. Scott Kelly e Kjell Lundgren realizaram três caminhadas espaciais durante a expedição, uma não prevista, para manutenção e conserto dos equipamentos externos da estação. Em 9 de dezembro a nave não-tripulada Cygnus, da empresa privada e parceira da NASA  Orbital ATK, chegou à ISS e foi capturada pelo braço robótico Canadarm2 operado pelos astronautas e atracada no módulo Unity. Ela levou à ISS mais de três toneladas de material científico para os 250 experimentos a serem feitos nesta expedição e na expedição seguinte.
Esta expedição teve como principais objetivos científicos conduzir estudos sobre  matéria negra e raios cósmicos, investigar a interação de chamas com o movimento e ignição de gotículas e avaliar os efeitos do voo espacial nos cromossomos de telômeros.
Durante a missão, os astronautas ligaram por cinco minutos os motores de uma nave Progress M-28M acoplada a ela, para mover a estação e evitar o encontro com um conjunto de detritos espaciais localizados navegando na mesma órbita.

## Galeria

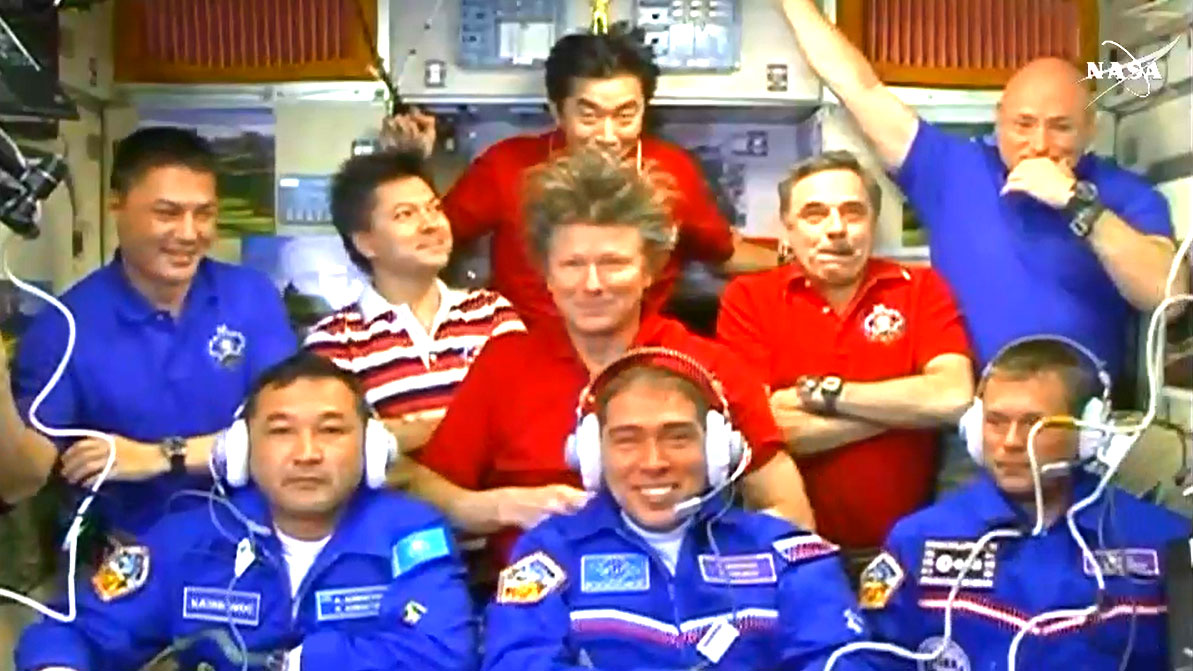
A ISS com nove ocupantes depois da chegada da tripulação da Soyuz TMA-18M, número raro que se manteve por dez dias no espaço.
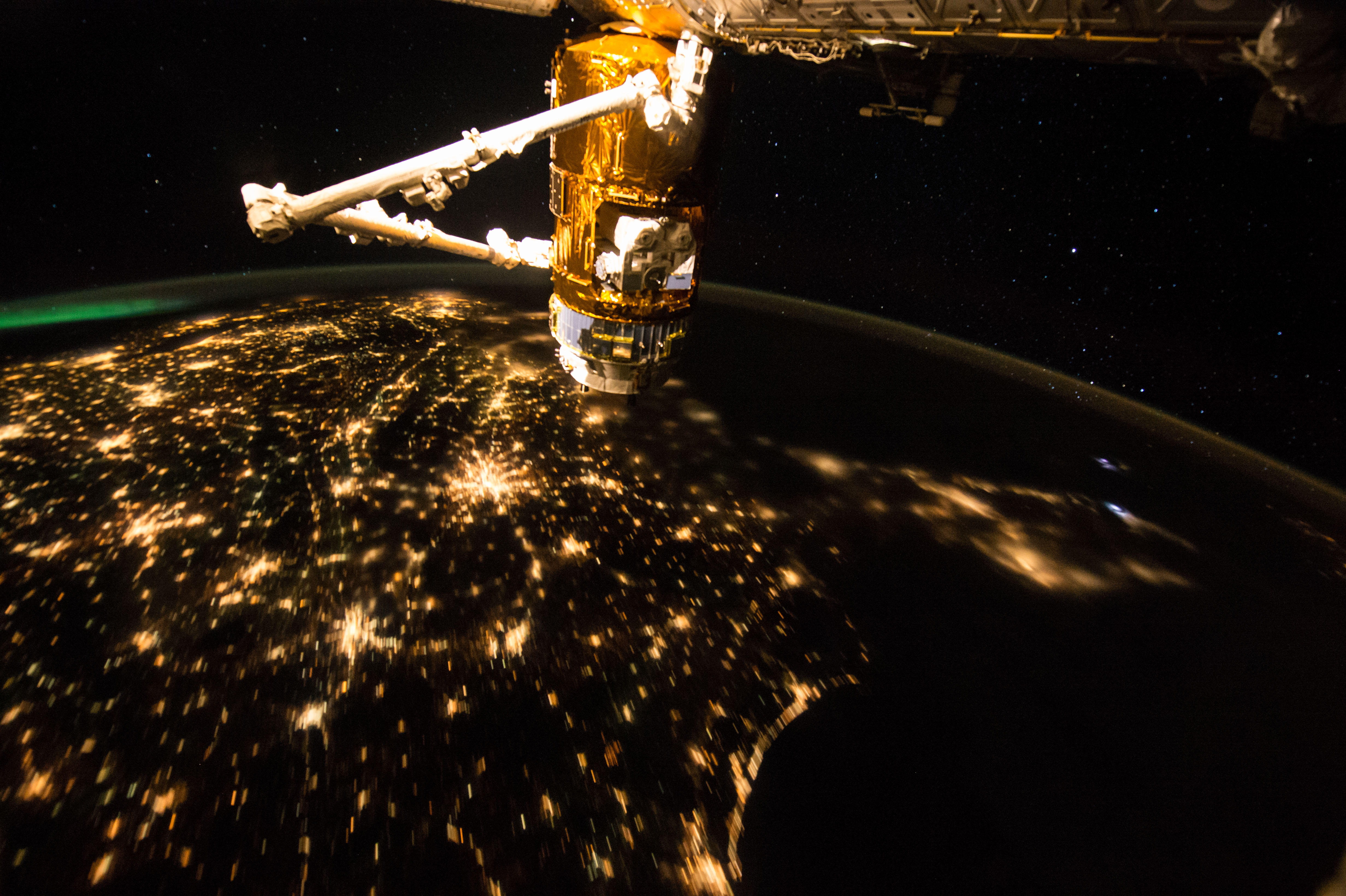
O amanhecer surgindo sobre os Estados Unidos ainda com as luzes acesas,durante a Expedição.
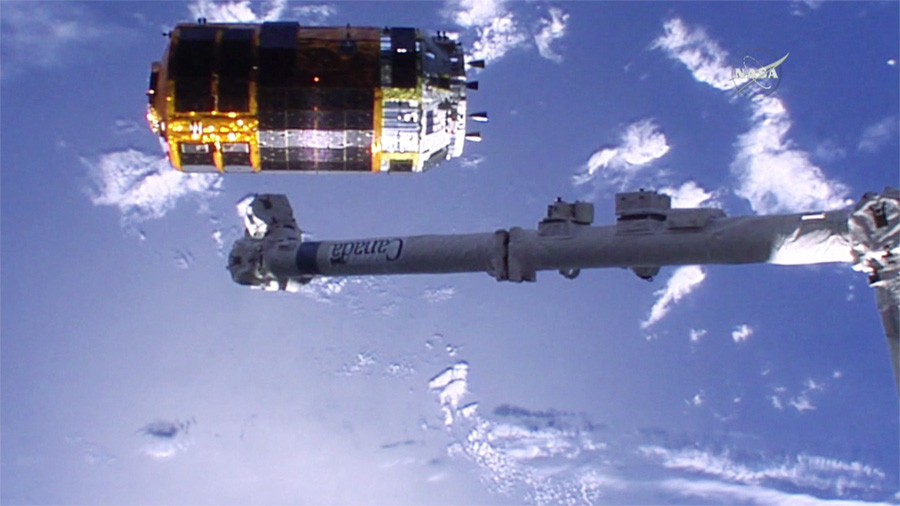
O braço robótico Canadarm 2 solta no espaço o veículo de carga  não-reutilizável japonês Htv-5 em setembro de 2015.
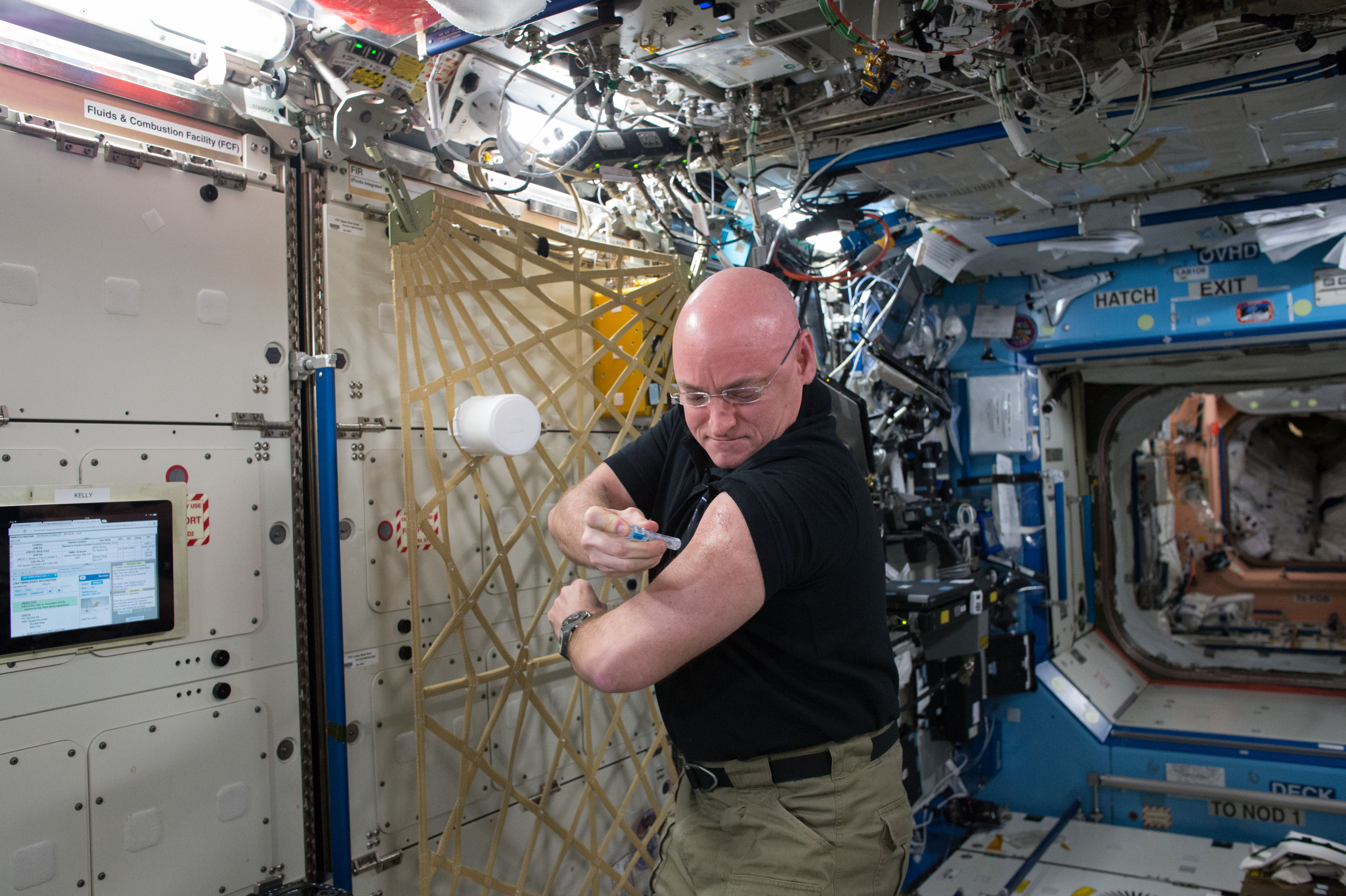
O comandante Kelly inocula em si mesmo uma vacina contra gripe; seu irmão gêmeo, Mark Kelly, faz o mesmo na Terra, ambos como parte do estudo para o programa One-Year Crew Mission.
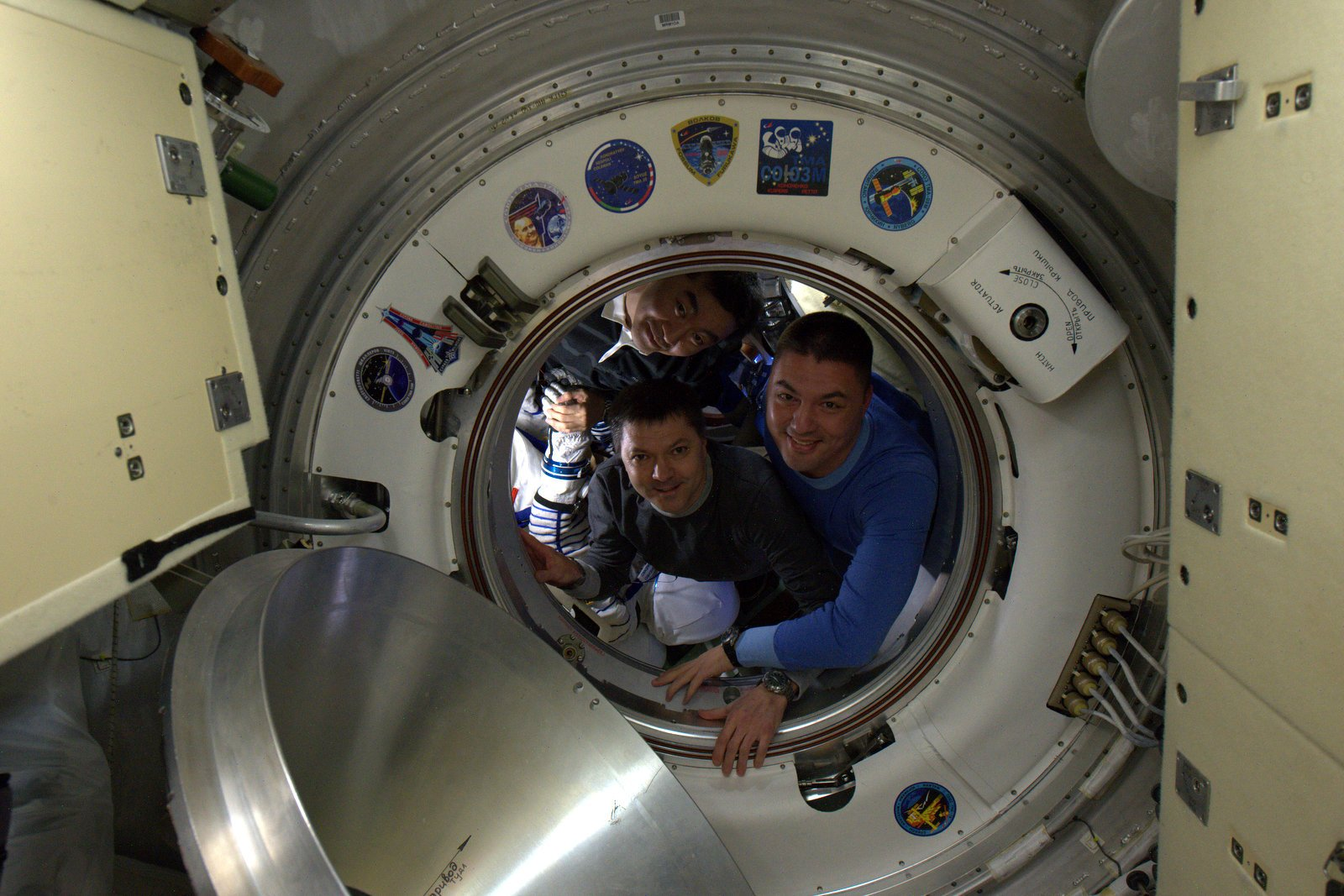
A tripulação da Soyuz TMA-17 se despede da ISS encerrando a expedição.